# 超能計畫
《超能計畫》（英語：Project Power）是一部2020年美國超級英雄電影，由艾瑞爾·舒曼和亨利·喬斯特共同執導，麥特森·湯姆林編寫劇本；故事描述一種能使人具備超能力的新藥在紐奧良市區流竄，這使當地的犯罪等級大幅提升，這讓一名警察、前士兵和一個年輕的商人攜手合作，以試圖找出幕後的製藥源頭。該片由傑米·福克斯、喬瑟夫·高登-李維及多米妮可·斐許巴克主演，其他配角包括機關槍凱利、罗德里格·桑托罗、愛咪·蘭德克和艾倫·馬多納多。《超能計畫》定於2020年8月14日在Netflix上發行。

## 劇情
在紐奧良的街道上，關於一種神秘新藥的消息開始流傳開來，它能使每個服用者都持有超能力，包括能防彈的皮膚、隱形和超人般的力量。但這種藥丸卻讓城市的犯罪等級大幅提升，而使當地警察、一個十幾歲的商人和一名前士兵聯手、冒著高風險以追查並制止負責製造藥丸的組織。

## 演員
- 傑米·福克斯飾演亞特／少校（Art / The Major）
- 喬瑟夫·高登-李維飾演法蘭克·謝弗（Frank Shaver）
- 多米妮可·斐許巴克飾演蘿賓（Robin）
- 機關槍凱利飾演紐特（Newt）
- 罗德里格·桑托罗飾演大人物（Biggie）
- 愛咪·蘭德克飾演蓋德娜（Gardner）
- 艾倫·馬多納多（英语：Allen Maldonado）飾演蘭德里（Landry）
- 凱安娜·西蒙妮·辛普森（Kyanna Simone Simpson）飾演翠西（Tracy）
- 安德烈·沃德-哈蒙德（Andrene Ward-Hammond）飾演艾琳（Irene）
- 寇特尼·B·凡斯飾演克萊恩隊長（Captain Crane）
- 凱西·奈斯塔特飾演莫托（Moto）
- 吉姆·克洛克（Jim Klock）飾演路克爾先生（Mr. Luker）
- 盧克·霍克斯（英语：Luke Hawx）飾演酒吧保安
- 泰特·佛萊契（Tait Fletcher）飾演華勒斯（Wallace）

## 製作

### 發展
2017年10月，在與其他幾家片商的競標中，Netflix宣布已收購麥特森·湯姆林編寫的待售劇本，艾瑞爾·舒曼和亨利·喬斯特監製，艾瑞爾·舒曼和亨利·喬斯特被聘來擔任導演。2018年9月，傑米·福克斯、喬瑟夫·高登-李維和多米妮可·斐許巴克加入了的演出。2018年10月，罗德里格·桑托罗、愛咪·蘭德克、艾倫·馬多納多、凱安娜·西蒙妮·辛普森（Kyanna Simone Simpson）、安德烈·沃德-哈蒙德（Andrene Ward-Hammond）、機關槍凱利與凱西·奈斯塔特簽約出演電影。2018年11月至12月，吉姆·克洛克（Jim Klock）和寇特尼·B·凡斯相繼加入演出陣容。之後，該片正式命名為《超能計畫》（Project Power）。

### 拍攝
主要拍攝於2018年10月8日開始進行，直至2018年12月22日結束。該片完全在路易斯安那州紐奧良拍攝。2018年10月31日，演員喬瑟夫·高登-李維在拍片時因騎自行車而受了傷。

## 發行
《超能計畫》定於2020年8月14日在Netflix上發行。

## 外部連結
- 互联网电影数据库（IMDb）上《超能計畫》的资料（英文）

#invoke:NavboxV2